# Lars Kraus Jensen
Lars Kraus Jensen (ur. 7 sierpnia 1944 we Frederiksbergu) – duński pływak, dwukrotny olimpijczyk.
Startował na Letnich Igrzyskach Olimpijskich 1964 w Tokio oraz na Letnich Igrzyskach Olimpijskich 1968 w Meksyku. Wystąpił łącznie w czterech poszczególnych konkurencjach, lecz ani razu nie udało się mu awansować do finału.